# Senza Tregua
Pour les articles homonymes, voir Senza.
Senza Tregua était un groupe autonome milanais ayant rompu avec le Comitato Comunista per il Potere Operaio en 1976.
En novembre 1976, Senza Tregua se transforme en un groupe armé qui prend le nom de Prima Linea.